# Caué
El districte de Caué és un dels 6 districtes en què s'organitza territorialment la República Democràtica de São Tomé i Príncipe.

## Característiques
El districte de Caué ocupa el sector sud de l'illa de São Tomé i limita, al nord amb el districte de Mé-Zóchi, a l'oest amb el de Lembá, a l'est amb el de Cantagalo i al Sud amb l'oceà Atlàntic. Té una extensió de 267 km², que fa que sigui el districte més extens del país, però la seva població és la més reduïda i només arriba als 6.031 habitants, segons el cens de 2012. La seva capital és la vila de São João dos Angolares.

## Població
- 1940 6,675 (11.0% de la població nacional)
- 1950 6,942 (11.6% de la població nacional)
- 1960 5,874 (9.1% de la població nacional)
- 1970 3,757 (5.1% de la població nacional)
- 1981 4,607 (4.8% de la població nacional)
- 1991 5,322 (4.5% de la població nacional)
- 2001 5,501 (4.0% de la població nacional)
- 2008 6,270

## Assentaments
El principal assentament és la ciutat de São João dos Angolares. Altres assentaments són:
- Dona Augusta
- Porto Alegre
- Ribeira Peixe
- Santa Josefina
- Vila Clotilde

## Economia
El 50% de la població del districte està per dessota del llindar de la pobresa. La principal indústria del districte és l'agricultura i hi operen nombroses empreses.